# Ozona (Texas)
Ozona település az Amerikai Egyesült Államok Texas államában, Crockett megyében, melynek megyeszékhelye is. Lakosainak száma 2663 fő (2020. április 1.).

## Népesség
A település népességének változása:

| 2010 | 3 225 |
| 2020 | 2 663 |